# Pentapanax castanopsidicola
Pentapanax castanopsidicola là một loài thực vật có hoa trong Họ Cuồng cuồng. Loài này được Hayata mô tả khoa học đầu tiên năm 1915.